# Ihar Kuzmyanok
Ihar Andreyevich Kuzmyanok (Zhlobin, 6 de julho de 1990) é um futebolista profissional bielorrusso que atua como defensor, atualmente defende o Shakhtyor Soligorsk.

## Carreira
Ihar Kuzmyanok fez parte do elenco da Seleção Bielorrussa de Futebol da Olimpíadas de 2012.